# Vedano Olona
Vedano Olona es una localidad y comune italiana de la provincia de Varese, región de Lombardía, con 7.305 habitantes.

## Evolución demográfica
| Gráfica de evolución demográfica de Vedano Olona entre 1861 y 2001 |
|                                                                    |
| Fuente ISTAT - elaboración gráfica de Wikipedia                    |